# The Scripps Research Institute

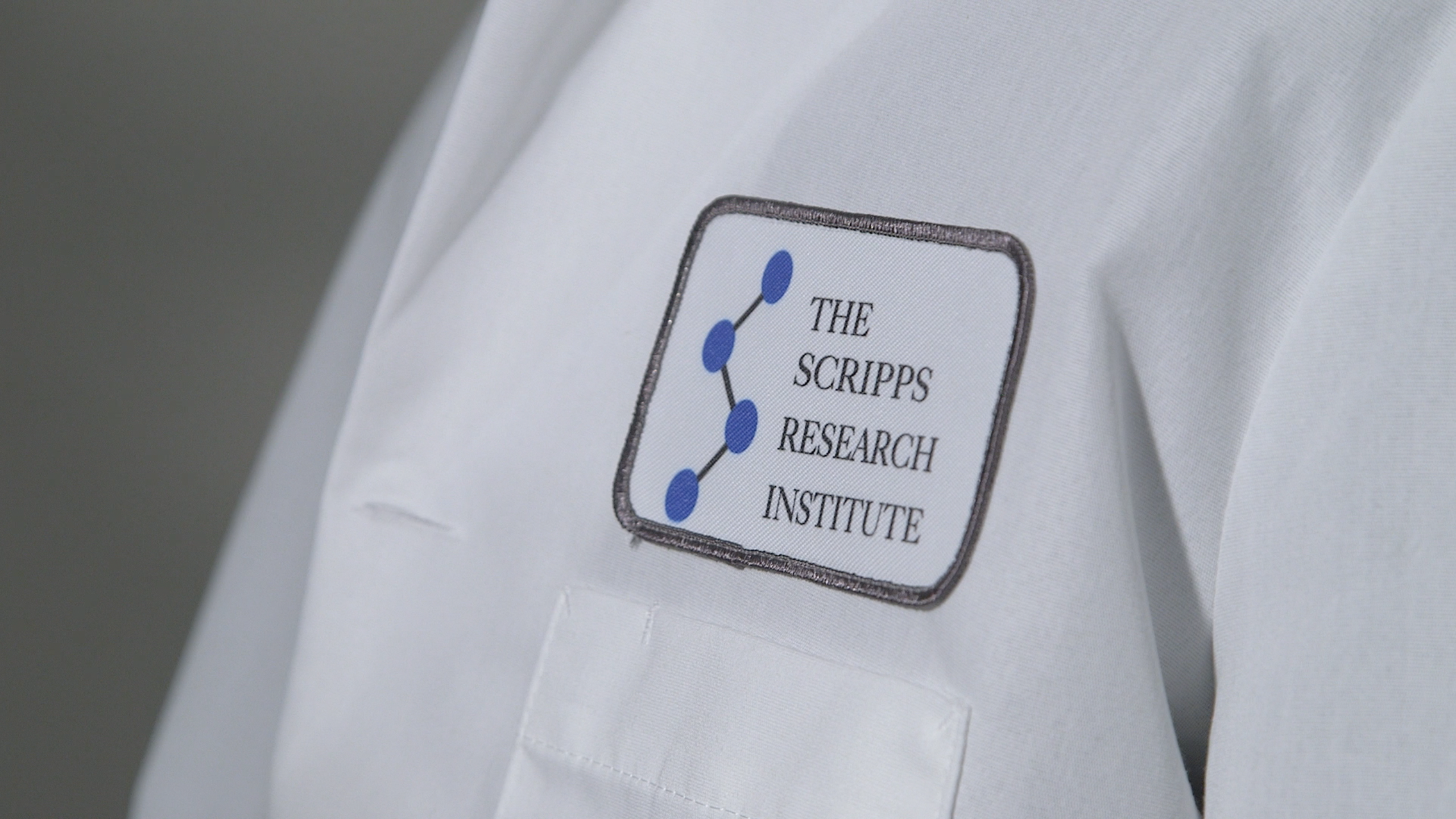

The Scripps Research Institute (TSRI) és un centre de recerca mèdica enfocat en la recerca bàsica en biomedicina. Aquest institut, localitzat a La Jolla, Califòrnia, és una de les organitzacions privades de recerca biomèdica més grans del món i hi treballen més de tres milers persones entre científics, tècnics de laboratori, estudiants de doctorat i administratius.
Recentment, The Scripps Research Institute ha obert un nou centre d'investigació a Jupiter, Florida.

## Història
Els inicis de The Scripps Research Institute es troben al Scripps Metabolic Clinic, fundat el 1924 al mateix lloc on actualment es troba l'institut per la filantropa Ellen Browning Scripps. El 1952 aquest primer centre va evolucionar cap a la fundació Scripps Clinic and Research Foundation.
Malgrat que inicialment la recerca de la fundació estava enfocada als estudis d'immunologia, en els següents 25 anys el centre va anar creixent i diversificant la seva recerca fins que el 1977 es fa refundar com Research Institute of Scripps Clinic. Finalment, l'any 1991 la part clínica i la part de recerca es van separar i fruit d'aquesta divisió va aparèixer l'actual The Scripps Research Institute.

## Estructura
The Scripps Research Institute és a La Jolla, Califòrnia entre la reserva natural Torrey Pines State Reserve i la Universitat de Califòrnia a San Diego. L'institut està dividit en diversos departaments:
- Departament de biologia cel·lular
- Departament de química
- Departament d'immunologia
- Departament de biologia molecular
- Departament de neurobiologia
- Departament de medicina experimental i molecular
- Departament de neurociències moleculars i integratives

A més, The Scripps Research Institute inclou altres instituts i centres entre els quals destaquen:
- The Skaggs Skaggs Institute
- The Pearson Center for Alcoholism and Addiction Research
- The Harold L. Dorris Neurological Research Center
- The Helen L. Dorris Child and Adolescent Neuro-Psychiatric Disorder Institute
- The Institute for Childhood and Neglected Diseases
- The Center for Integrative Molecular Biosciences
- The Kellogg School of Science and Technology

El president del The Scripps Research Institute és el científic Richard Lerner i entre els 293 investigadors principals de l'institut hi ha destacats químics com Kyriacos Costa Nicolaou, Dale L. Boger, i Peter Schultz, així com diversos premis Nobel com Gerald Edelman, Kurt Wüthrich i Karl Barry Sharpless.